# Радлув (Великопольське воєводство)
Радлув (пол. Radłów) — село в Польщі, у гміні Рашкув Островського повіту Великопольського воєводства.
Населення — 1340 осіб (2011).

## Демографія
Демографічна структура станом на 31 березня 2011 року:
|          | Загалом | Допрацездатний вік | Працездатний вік | Постпрацездатний вік |
| -------- | ------- | ------------------ | ---------------- | -------------------- |
| Чоловіки | 687     | 173                | 461              | 53                   |
| Жінки    | 653     | 116                | 414              | 123                  |
| Разом    | 1340    | 289                | 875              | 176                  |